# NSC Records
National Sound Corporation est un label discographique américain, ou plus précisément un studio de mastering, anciennement basé à Westland, dans le Michigan, actif entre 1989 et 2008. Le label cesse ses activités après le décès de Ron Murphy.

## Histoire
Le label est fondé en 1989 à Détroit par Steve Martel (décédé en 1994) et Ron Murphy (décédé en 2008) en tant que magasin de disques. Sous l'impulsion de Derrick May et Juan Atkins, NSC évolua pour finalement devenir le studio d'édition et de mastering pour tous les artistes et labels de Detroit et au-delà. Après le décès de Steve Martel, NSC est rebaptisé Sound Enterprises, mais les vinyles masterisés par Ron Murphy continuent de porter le logo « NSC » gravé.
Certaines publications des labels 430 West, Axis, Basic Channel, DeepChord, echospace, Maurizio, Metroplex, KMS, Octal, Red Planet, Soundshift, Underground Resistance sont masterisées par Ron Murphy.

## Discographie
- NSC 1 - Various - NSC 1-4 (2x12")
- NSC 5 - Robert Hood / Silicon - The Feel / Electron Push (12")
- NSC 7/8 - Dr. Feelgood And His Funky Interns - Dee-Dee-Dee (Yes-Yes-Yes) (12")
- NSC 9/10 - Jeff Mills - Twilight Scenario (12")
- NSC 11/12 - DJ ESP - Mind Your Own Business EP (12")
- NSC 13/14 - Tony Brown - Da Gama's Voyage (12")
- NSC CD12001 - Various - NSC Techno Compilation (CD)